# NGC 8
NGC 8 este o stea dublă descoperită la 29 septembrie 1865, de către astronomul Otto Wilhelm von Struve. Ea este îngemănată cu galaxia NGC 9 aflată la 2,7 minute de arc.